# حامول بهي
حامول بهي (الاسم العلمي:Cuscuta bella) هو نوع من النباتات يتبع جنس الحامول من الفصيلة المحمودية.